# Somerset Lowry-Corry (2e comte Belmore)
Pour les articles homonymes, voir Corry.
Pour l’article homonyme, voir Somerset Lowry-Corry.
Somerset Lowry-Corry (11 juillet 1774 – 18 avril 1841), 2e comte Belmore, connu aussi sous le nom de vicomte Corry de 1797 à 1802, est un noble et homme politique irlandais.
Membre de la Chambre des communes irlandaise  pour le comté de Tyrone de 1797 à  1800 puis à la Chambre des communes britannique de 1801 à 1802. Il est élu pair représentant pour l’Irlande en 1819 et devient gouverneur de Jamaïque de 1828 à 1832.
En 1817, Giovanni Belzoni fouille pour son compte la vallée des rois en Égypte et découvre les tombes KV30 et KV31.